# Heinrich Neuhaus
Heinrich Gustávovich Neuhaus (en ruso: Ге́нрих Густа́вович Нейга́уз, Genrikh Gustavovič Nejgauz; Elisavetgrad, Imperio ruso, más tarde Kirovohrad, ahora Kropyvnytsky, Ucrania, 31 de marzojul./ 12 de abril de 1888greg. - Moscú, Unión Soviética, 10 de octubre de 1964) fue un pianista y pedagogo soviético de ascendencia alemana. Fue alumno de Scriabin y profesor en el Conservatorio de Moscú desde 1922 a 1964, donde tuvo a Emil Gilels y Sviatoslav Richter como discípulos, entre otros. Su libro The Art of Piano Playing está considerado como uno de los tratados más importantes y respetados en la pedagogía pianística.

## Biografía
Heinrich Neuhaus nació en Elisavetgrad, ciudad que en 1939 cambiaría su nombre a Kirovohrad, ahora Kropyvnytsky, Ucrania. Sus padres eran profesores de piano y tanto su tío Felix Blumenfeld como su primo segundo Karol Szymanowski, alumno de su padre, Gustav Neuhaus, eran excelentes pianistas. Sin embargo, Neuhaus fue durante mucho tiempo autodidacta, recibiendo la temprana influencia de Szymanowski. Tomó algunas lecciones con Aleksander Michałowski. En 1902, dio un recital en Elisavetgrad con Mischa Elman, quien contaba once años, y en 1904 se presentó al público de Dortmund, Bonn, Colonia y Berlín en una sucesión de conciertos. A partir de entonces Neuhaus pasó a estudiar con Leopold Godowsky en Berlín, y desde 1909 hasta el estallido de la Primera Guerra Mundial acudió a sus clases en la Academia de Música de Viena. 
En 1912, Neuhaus intentó suicidarse con cortes en la muñeca. Había presenciado un concierto en Berlín en el cual Arthur Rubinstein estrenó una sonata para piano de su amigo y primo Karol Szymanowski. Había dejado una nota de suicidio diciendo que el concierto le descubrió que él nunca sería un afamado compositor, ni un gran pianista, y no podía soportar esa idea, por lo que se había marchado a Florencia, Italia, para morir. Szymanowski y Rubinstein siguieron su pista hasta Florencia y consiguieron llevarlo a un hospital, donde se recuperó.
En 1914, Neuhaus comenzó a dar clases en Elisavetgrad, y más tarde en Tiflis y Kiev (donde conoció e inició una amistad con Vladimir Horowitz). Tras haber estado temporalmente paralizado, Neuhaus se vio obligado a abandonar su carrera de concertista y centrarse en la pedagogía. En 1922, fue nombrado profesor en el Conservatorio de Moscú, del cual fue director de 1935 a 1937. Cuando los alemanes se acercaron a Moscú en 1941 fue encarcelado como "espía alemán", pero fue liberado ocho meses más tarde gracias a la presión de Dmitri Shostakóvich y Emil Guilels, entre otros. Tuvo numerosos alumnos, entre ellos algunos llegaron a ser concertistas de piano de gran prestigio, como Sviatoslav Richter, Emil Guilels, Yákov Zak, Elisó Virsaladze, Radu Lupu, Víktor Eresko, Anatoli Vedérnikov, Tijon Jrénnikov, Yevgueni Malinin, Lev Naúmov, Tamara Guseval, Ryszard Bakst, Teodor Gutman, Vera Gornostáyeva, Aleksandr Slovodyánik, Leonid Brumberg, Ígor Zhúkov, Oleg Boshniakóvich, Antón Ginsburg, Valeri Kastelski, Gérard Frémy, Zdeněk Hnát, Alekséi Liubímov, Alekséi Nasedkin, Vladímir Kráinev, Berta Maranz, Yevgueni Mogilevski, Amalya Baiburtyán, Víktor Derevianko, y Nina Svetlánova.

## Legado
Neuhaus era reconocido por el poético magnetismo de sus interpretaciones y por su refinamiento artístico. Fue amigo durante toda su vida de Borís Pasternak, y Osip Mandelstam expresó su admiración por Neuhaus en un poema. Stanislav Neuhaus, su hijo con su primera mujer Zinaída (quien se casaría con Pasternak en 1931), fue también un conocido pianista; Stanislav Bunin es su nieto.